# Hiperamonemia
Hiperamonemia é uma doença metabólica caracterizada por excesso de amônia no sangue. É uma condição clínica que, nos casos mais graves, pode provocar lesão cerebral e morte. Suas causas podem ser primárias ou secundárias.
A amônia é uma substância que contém nitrogênio, produto do metacatabolismo de proteínas. O nitrogênio é convertido em ureia antes da excreção na urina pelos rins. As vias metabólicas que sintetizam a ureia envolvem reações bioquímicas que começam na mitocôndria e depois se movem para o citosol. O processo é conhecido como ciclo da uréia, que compreende várias enzimas atuando sequencialmente. A hiperamonemia pode se agravar em casos de deficiência de zinco, pois os níveis de amônia aumentam ainda mais.

## Causas

### Primária
Defeitos genéticos ou congênitos na formação de enzimas importantes para a respiração celular (ciclo de Krebs) ou por má formação do fígado ou rins. A deficiência enzimática no ciclo da ureia pode ser causada por:
- defeito de N-acetil glutamato sintetase
- def. de carbomoil fosfato sintetase
- def. de ornitina transcabamilase
- def. de arginosuccinato sintetase
- def. de arginosuccinato liase
- def. de arginase
- def. no transportador  mitocondrial de ornitonitina

Desses casos, o mais grave é o da deficiência de N-acetil glutamato sintetase, pois essa enzima também regula a ação da carbomoil fosfato sintetase.

### Secundária ou adquirida
Secundária: Aumento de amônia no sangue é um reflexo de uma lesão hepática, que pode ter sido causada por:
- Hepatite ou outra doença hepática;
- Intoxicação;
- Abuso de drogas (incluindo medicamentos);
- Quimioterapia;
- Destoxificação ineficiente.

Como consequência da disfunção, há diminuição da produção de albumina, causando edemas, e outras proteínas hepáticas, diminuição de fatores de coagulação, causando hemorragias e cefalopatia hepática.

## Sinais e sintomas
Os possíveis sintomas iniciais são:
- Letargia (lentidão);
- Irritabilidade;
- Vômito;
- Convulsões;
- Hiperventilação (respiração rápida)
- Perda do apetite.

Sintomas posteriores:
- Ataxia intermitente;
- Déficit cognitivo;
- Menor crescimento;
- Alterações da marcha;
- Distúrbios de comportamento;
- Convulsões;
- Síndrome de Reye recorrente;
- Evitar proteína;

Raramente dores de cabeça episódica e vômitos cíclicos
Ocorre uma alteração no equilíbrio da reação da glutamato desidrogenase, depleção de alfa cetoglutarato e redução do ciclo de Krebs deixando o cérebro particularmente vulnerável.

### Alteração da função mitocondrial
A alta taxa de amônia no sangue estimula a produção de lactato e a ação da fosfofrutoquimase,
enzima reguladora da glicólise. Além disso retarda consideravelmente o Ciclo de Krebs.
Pode parecer contraditório, mas a alta taxa de lactato faz com que o piruvato não se
integre ao ciclo.
Desta maneira a célula acaba realizando respiração anaeróbica, rendendo bem menos ATPs, diminuindo a capacidade de gerar energia.

### Lesões no SNC
Entre essas células da glia e neurônios há o equilíbrio glutamato/glutamina. No astrócito o glutamato integra a molécula de amônia e dá origem à glutamina que passa para o neurônio originando glutamato ao liberar a amônia. Glutamato é um importante neurotransmissor excitatório na fenda sináptica.
A amônia desloca o equilíbrio no sentido de produção de glutamina, aumentando a pressão oncótica nos astrócitos. Isso faz haver entrada maciça de água e tanto aumenta seu volume como também promove sua lise (rompimento), o que por sua vez aumenta a pressão intracraniana.
Além disso, a amônia inibe os receptores de glutamato dos astrócitos. Assim, há acúmulo dessa substância no espaço extracelular (estimulando os impulsos) ao mesmo tempo que há escassez no meio intracelular.
Há outro neurotransmissor afetado com a hiperamonemia: o GABA, principal neurotransmissor inibitório do SNC, atuando como ansiolítico.
O receptor GABA, presente na membrana dos neurônios, tem a afinidade com o substrato aumentada com a alta taxa de amônia. Logo, a produção de GABA continua em níveis normais, mas a ação fica potencializada.
Com a ação concomitante do glutamato e do GABA fazem com que haja alteração do ciclo sono-vigília do indivíduo.

## Tratamento
Assim que o diagnóstico for feito deve-se utilizar medicamentos para melhorar o ciclo de Krebs e remover o nitrogênio e o paciente deve evitar a ingestão de proteínas animais, como carne, leite e ovos, dando preferência para às de origem vegetal.
Administração de ácidos aromáticos, como benzoato e fenilacetato, podem ajudar a baixar os níveis de amônia. Hemodiálise pode ser necessária.